# زیادآباد (ارسنجان)
زیادآباد یا زیاد آباد کهنسال (ارسنجان)، روستایی از توابع بخش مرکزی شهرستان ارسنجان در استان فارس ایران است.       روستای زیاد آباد کهنسال دارای قدمت زیادی می باشد.

## جمعیت
این روستا در دهستان خبریز قرار دارد و براساس سرشماری مرکز آمار ایران در سال ۱۳۸۵، جمعیت آن ۳۸۷ نفر (۱۱۰خانوار) بوده‌است.